# Qシート
Qシート（キューシート、Q SEAT）は、東急電鉄で2018年12月14日から運用されている座席指定サービスである。

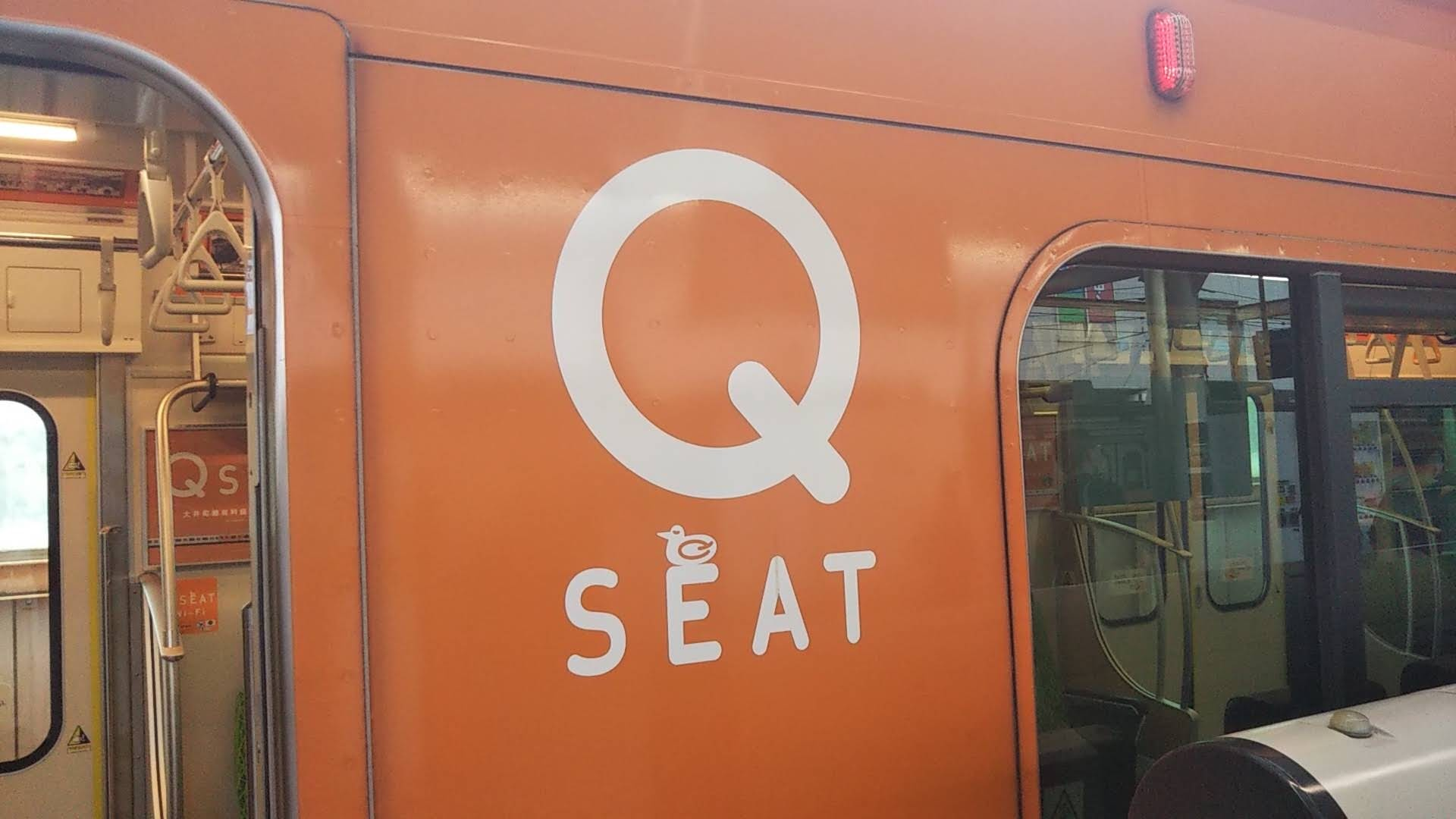
指定席車両の車体側面にあるロゴ

## 概要
大井町線（田園都市線直通）・東急東横線（みなとみらい線直通）の2線で平日夕夜に運用されている。
Qシートの利用には乗車券の他に列車指定券（大井町線・東横線とも一律500円）が必要である。指定券は乗車当日のみ朝5時から発車時刻1分前まで発売し、チケットレスサービスの他に乗車が可能な各停車駅の窓口でも発売する（東横線については横浜駅でも発売）。
2024年12月17日以降は車内販売を開始。なお、渋谷駅、中目黒駅、大井町駅では購入方法が異なる。

### 車両設備
車体側面には、大井町線用車両は橙色、東横線用車両は赤色で車体全体がラッピングされている。
デュアルシートを採用し、対象列車以外での運行時は一部列車を除きロングシートとなっている。
Free-WiFi、電源コンセント、カップホルダー（一部座席を除く）が備えられている。

## 運行状況

### 大井町線
急行車両（6000系・6020系）の3号車にQシート車両が組み込まれ、2018年12月14日よりサービスが開始された。
平日17時 - 21時台に大井町駅を発車する 7両編成 急行 長津田行きの9本で運行される。
乗り降りできるドアは3号車大井町側のみとなっている。
二子玉川までが乗車駅、溝の口以降が降車専用駅となっており、乗車は大井町線内（二子玉川駅まで）のみ。
降車は全停車駅可能。
2023年3月17日まではたまプラーザ駅 - 長津田駅間はフリー乗車区間となっており列車指定券なしで利用でき、料金も400円だった。

### 東横線
大井町線に続いて東横線にも設定された。
2022年10月24日より、東横線5050系4000番台の4号車と5号車に赤色のQシートラッピングのQシート車が組み込まれ、一般営業運転が開始した。
そして2023年8月10日から、Qシートサービスの運用を開始した。
平日18時 - 21時台に渋谷駅を発車する 10両編成 急行 元町・中華街行きの7本で運行される。
乗り降りできるドアは大井町線と同様に1つで、5号車の渋谷側のみとなっている。当初は4号車も有料座席指定に設定されていたが、2024年5月7日以降はQシートのラッピングのまま列車指定券なしで利用できる一般車両としてロングシートで運用している。
渋谷から横浜までの東横線内は乗車・降車可能区間、横浜以降のみなとみらい線内はフリー乗降可能区間となっており列車指定券なしで利用できる。
降車は全停車駅可能。
2023年11月13日から同年12月29日の間、Qシートの利用促進を目的に座席指定券を通常料金の半額（250円）で購入できる「おためし半額キャンペーン」が行われていた。
2024年5月7日から設定列車を5本から7本に増やし、設定車両を前述の通り5号車のみとした。
2025年7月22日から平日18時 - 20時台にみなとみらい線元町・中華街駅を発車する 10両編成 急行 渋谷行きの6本でQシートサービスの運用を開始。みなとみらい線内のみの利用はできない。